# Municipio de Crystal Springs
El municipio de Crystal Springs (en inglés: Crystal Springs Township) es un municipio ubicado en el condado de Kidder en el estado estadounidense de Dakota del Norte. En el año 2010 tenía una población de 32 habitantes y una densidad poblacional de 0,34 personas por km².

## Geografía
El municipio de Crystal Springs se encuentra ubicado en las coordenadas 46°50′56″N 99°31′47″O / 46.84889, -99.52972. Según la Oficina del Censo de los Estados Unidos, el municipio tiene una superficie total de 93.37 km², de la cual 91,72 km² corresponden a tierra firme y (1,76 %) 1,65 km² es agua.

## Demografía
Según el censo de 2010, había 32 personas residiendo en el municipio de Crystal Springs. La densidad de población era de 0,34 hab./km². De los 32 habitantes, el municipio de Crystal Springs estaba compuesto por el 100 % blancos. Del total de la población el 0 % eran hispanos o latinos de cualquier raza.